# Mayoral
El mayoral es el pastor principal encargado de gobernar una ganadería, ovina, vacuna -en especial de reses bravas- o equina. Por analogía se llama mayoral al encargado de gobernar a un conjunto de animales o de personas, como el que dirige una cuadrilla de trabajadores, una diligencia o al sacerdote que ejerce esa función, dentro de una comunidad religiosa.

## El mayoral en las cabañas de ovejas merinas trashumantes
En las cabañas de ovejas merinas trashumantes el mayoral era el responsable máximo de la cabaña −conjunto de rebaños de una ganadería−.

### Descripción
Para la gestión y organización del pastoreo trashumante existía una organización jerárquica, casi militar, en la que cada componente tenía cometidos concretos, tanto en los puertos de verano, como en los caminos o en la invernada.
El mayoral era la máxima categoría profesional pastoril y responsable total del gobierno de todos los rebaños de una ganadería. 

### Estructura jerárquica de la cabaña
- Propietario: Era el dueño de la cabaña. Los propietarios de las grandes cabañas solían ser personas de la nobleza (condesa de Bornos, duque del Infantado, marqués de Perales del Río, marqués de Iturbieta…) y órdenes eclesiásticas (monasterio del El Escorial, monasterio de El Paular, monasterio de Guadalupe…).[2]

- Mayoral: Era el encargado de todos los rebaños de la ganadería o cabaña. En las grandes cabañas podía existir un administrador entre el propietario y el mayoral llamado gran mayoral. También en las grandes cabañas podía existir un sotomayoral o mayoral adjunto llamado caporal que le ayudaba al mayoral en sus funciones.

- Rabadán: Era el pastor encargado de un rebaño -formado por 1200-1300 ovejas-.

- Resto de pastores: Los que se ocupaban directamente del cuidado del ganado. Existían en cada rebaño las siguientes categorías, de mayor a menor rango y sueldo: Compañero, Ayudador, Persona, Sobrado y Zagal. Además, de la intendencia de la cabaña se ocupaban el ropero mayor −se equiparaba en categoría y sueldo al Compañero,− y los roperos ayudantes −que se equiparaban en sueldo y categoría al Ayudador−. Los roperos no atendían directamente al ganado y vivían en las roperías.

### Funciones
- Contratar a los pastores.
- Arrendar los pastos en los puertos de montaña y en la zona de invernada.
- Responsable de la venta de corderos y la venta de ovejas viejas.
- Organizar el esquileo y la venta de la lana.
- Responsable de la selección y reparto de los sementales.
- Organizar la salida de los rebaños cañada arriba o abajo, así como de establecer el orden y las fechas más adecuadas para ello.
- Responsable, en definitiva, de todos los aspectos de organización y económicos de la cabaña. Llevaba minuciosamente anotada toda la contabilidad de la cabaña en el "apiadero" o "libro de la cabaña".
- Rendir cuentas ante el propietario de la cabaña, una o dos veces al año.[3]
- No cuidaba directamente del ganado.

### Prestigio social
Los mayorales tenían un gran prestigio social en las zonas donde se ubicaban las cabañas, pues con frecuencia bajo su responsabilidad había más de cien pastores y miles de reses.
El hecho de contar en un pueblo con mayorales hacía que el resto de hombres del lugar tuviese una mayor oportunidad de enrolarse como pastores para mejorar la economía familiar. En los pueblos donde había pastores había dinero porque, además de los ingresos por su trabajo en la cabaña, la familia del pastor mantenía en la montaña sus propios animales y cultivaba la tierra, de forma que lo que se ganaba en la cabaña prácticamente se ahorraba en su totalidad. Además de la influencia en su zona de procedencia por la contratación de pastores, también tenían una gran influencia en los pueblos de la montaña y en las zonas de invernada por el arriendo de los pastos, lo que constituía una fuente de riqueza para dichos pueblos y zonas.

### Ascenso al cargo
Habitualmente se accedía al cargo después de haber desempeñado durante años otros cargos como pastores y tras años de demostrar su valía en la gestión de la ganadería, así como su fidelidad a los dueños. El mayoral, al ser el responsable máximo de la cabaña, debía disfrutar de la plena confianza de los dueños, por lo que eran elegidos por el propietario.
El cargo casi siempre se mantenía dentro de una misma familia y con frecuencia heredándose el cargo de padres a hijos. Los mayorales eran siempre personas muy fieles en el servicio a los propietarios de las cabañas, con fama de honestos y serios.

### Salario
El sueldo de mayoral en la cabaña de Perales en 1940 era de 3000 pesetas/año, frente a las 730 del rabadán, las 587,50 del compañero, las 500 del ayudador, las 422,50 del persona o las 260 del zagal.
Además, como a los otros pastores, se le permitía tener un cierto número de animales propios en los rebaños del propietario, llamado la escusa, sin pagar por ello. La escusa del mayoral era de 150 ovejas. En general, la escusa era la principal fuente de ingresos, mayor que el salario en metálico.